# جان هنری دیویس

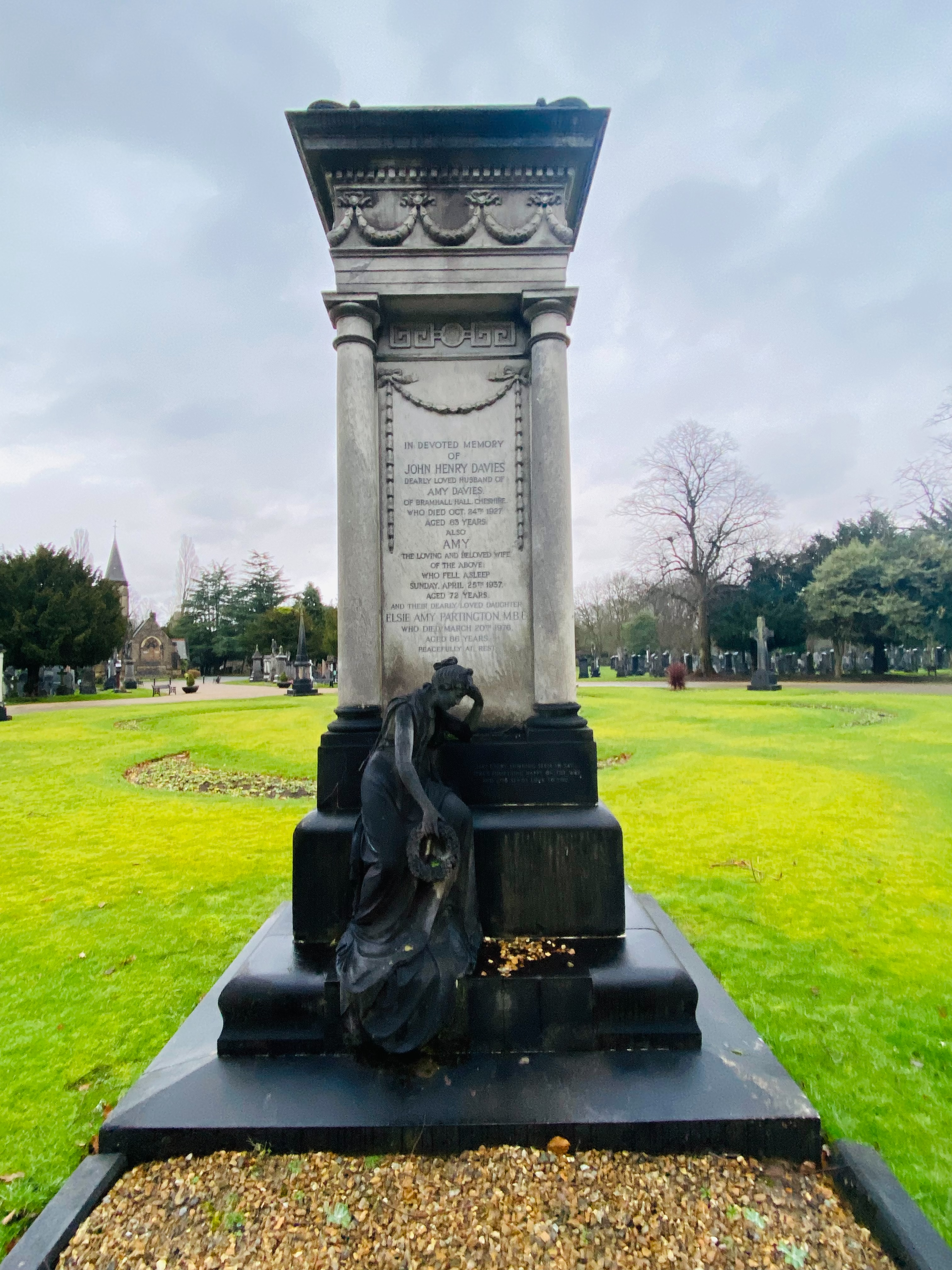

جان هنری دیویس (به انگلیسی: John Henry Davies) (درگذشته ۱۹۲۷ میلادی) مالک سابق باشگاه منچستر یونایتد است که در سال ۱۹۰۲ این باشگاه را خریداری کرده‌است.
یک داستان معروف در مورد چگونگی آشنایی دیویس و هری استفورد وجود دارد و آن این که یک روز سگ استفورد به سمت دیویس می‌رود و پس از بحث با استفورد (که ابتدا بر سر خرید سگش بود) دیویس تصمیم می‌گیرد تا باشگاه را بخرد!
دیویس نام تیم را از نیوتون هیث به منچستر یونایتد تغییر داد. هم‌چنین پیراهن این تیم را از سبز و طلایی به رنگ قرمز و سفید (آنچه امروز شاهدش هستیم) درآورد.